# Friedrichswalde
Friedrichswalde település Németországban, azon belül Brandenburgban. Lakosainak száma 821 fő (2023. december 31.).

## Népesség
A település népességének változása:
| Lakosok száma | 803  | 795  | 808  | 830  | 821  |
|               | 2017 | 2019 | 2021 | 2022 | 2023 |